# 神田明子
神田 明子（かんだ めいこ、1984年4月29日 - ）は、日本の女優、タレント。
東京都出身。昭和音楽芸術学院卒業。卒業後にロンドンへ留学をし、帰国後は演劇を中心に活動。2011年から劇団ドラゴンアットマークにて活動。2014年からドラゴンエンターテイメント（現ドラゴンアットマーク）の総座長になる。現在はフリーで活動。

## 人物
- ミュージカルが好き
- ロンドンでの留学経験がある
- カフェが好き
- TVなどではアフロヘアーのガンダルドというキャラクターで活動

## 出演作品

### テレビ
- オーマイガー（千葉テレビ）レギュラー出演
- ドラゴンアットマーク（千葉テレビ）レギュラー出演
- ゼルプロ（千葉テレビ）レギュラー出演
- 南青山情報局（千葉テレビ）レギュラー出演
- アロワナ（千葉テレビ）レギュラー出演
- マジかよ！（千葉テレビ）レギュラー出演
- アキコのモテキ到来（千葉テレビ）主演

### Vシネマ
- ハレンチヤンキー学園2出演
- 銀玉銀子 出演

### 舞台
- 劇団ドラゴンアットマーク全公演
- 「アブレボ 僕たちの純愛革命」（アロッタファジャイナ）
- 「霧ヶ島の春」（劇団ヘラクレス）
- 「執事達は沈黙」(ピンクメロンパン)2016年12月
- 劇団spookies『おんな忠臣蔵〜汝、いかに愚かなりとも〜』2017年４月舞台

- 「量産型ガラパゴス」（劇団ピンクメロンパン）2017年9月27日〜10月1日

- 「響命戦隊ハモレンジャー第10楽章〜奇跡の音色〜」（秘密結者）2017年12月14〜16日

- 「コンパス」（創作集団『必志組』）2018年2月3〜4日

### ライブ
- ミュージカルライブ「再会6／29」Confetti

### ラジオ
- ラジオボンバー（調布FM）
- HANDSUP（東京ネットラジオ）
- アキコのモテキ到来
- アフレロイドラジオ
- ナイトコール(調布ＦⅯ)
- ラジオ「劇団ふたりぼっち」レギュラー出演　2016年8月～
- 「和楽団日和」(声劇和楽団)2017年1月
- カフェあめだま『あめらじ』2017年3月
- 「宿命鑑定家あきのさくらの今夜もいっちゃう」（調布FM）ゲスト出演

### インターネット番組
- デジタル少女初号機零（レイ）ちゃんのアクセスコードは「ゼロ生！！」（零チャンネル）レギュラー出演
- 神田様（零チャンネル）レギュラー出演

### WEBドラマ
- オタMAN'S〜オタクな男たち〜（零チャンネル）

### その他
- 神田明子オリジナル写真集発売